# Jans muß sterben
Jans muß sterben ist eine Erzählung von Anna Seghers, die um 1925 entstand, unter den 1940 in Paris zurückgelassenen Papieren von Pierre Radványi spät entdeckt wurde und 2000 in Berlin erschien.
In dem Text aus dem unfertigen Manuskript im Nachlass der Autorin wird das Sterben eines siebenjährigen Arbeiterjungen aus der Sicht von Mutter, Vater und dem kleinen Jans erzählt.

## Inhalt
Jans Jansen treibt sich gern mit gleichaltrigen Jungen unter der Brücke herum, die den Fluss überspannt. Die halsbrecherischen Klettertouren in dem eisernen Bauwerk sind lebensgefährlich, werden aber von den jungen Eltern nicht verboten. Der Vater Martin Jansen arbeitet in der Fabrik. Die Mutter Marie umsorgt die kleine, in beengten Vorstadtverhältnissen zurückhaltend lebende Familie. Jans’ Bett steht im elterlichen Schlafzimmer. Der Junge beobachtet die nächtlichen „Turnübungen“ der kräftigen, unbekleideten Mutter.
Als Jans eine heimtückische Krankheit befällt, flüstert die Mutter den titelgebenden Satz: „Jans muß sterben“. Der Vater schickt – auf dem Wege zur Arbeit – einen Arzt. Dieser ist machtlos und empfiehlt Bettruhe im abgedunkelten Schlafzimmer. Aus Jans’ Mund rieselt manchmal ein Blutfaden. Gesichtchen und Körper des Jungen schrumpfen ins Greisenhafte. Jans’ Sterben zieht sich über Monate hin. Wahrscheinlich als Spätfolge oben erwähnter Bettgymnastik wird Anna geboren. Da der Arzt Jans nicht helfen kann, lockert er seine Vorschrift. Jans darf sogar wieder in die Schule; allerdings eine Klasse tiefer. Beim Klettern im Unterbau der Brückenkonstruktion stürzt Jans ab und stirbt.

## Sprache
Fritz J. Raddatz meint am 14. Dezember 2000 in der Zeit, in dem noch unfertigen Manuskript hätte Anna Seghers vor der Publikation sicherlich manches gestaltet. Christel Berger betont hingegen die Vielfarbigkeit der Sprache, die aber doch knapp bleibt. Auch Andrea Köhler nimmt in der Neuen Zürcher Zeitung Bezug auf die Sprache und stellt fest, dass hier der unverwechselbare Stil Seghers zu erkennen ist, die die Geschichte auch ohne Signatur als eindeutig authentisch kennzeichnet.

### Erstausgabe
- Anna Seghers: Jans muss sterben. Erzählung. Mit einer Nachbemerkung von Pierre Radvanyi und einem Nachwort von Christiane Zehl Romero. Aufbau-Verlag, Berlin 2000. 89 Seiten, ISBN 978-3-351-03499-3

### Ausgaben
- Jans muß sterben. S. 7–48 in Anna Seghers: Die schönsten Erzählungen. Ausgewählt von Christina Salmen. Mit einem Nachwort von Gunnar Decker (Jans muß sterben. Die Ziegler. Die schönsten Sagen vom Räuber Woynok. Sagen von Artemis. Das Obdach. Post ins Gelobte Land. Der Ausflug der toten Mädchen. Das Argonautenschiff. Der Führer). Aufbau Verlagsgruppe, Berlin 2008 (1. Aufl.), ISBN 978-3-351-03495-5 (verwendete Ausgabe)
- Anna Seghers: Jans muß sterben. Sprecherin: Hannelore Hoger. Regie Joachim Staritz. Mitteldeutscher Rundfunk. Hörbuch Audio Verlag, Berlin 2000, 1 CD. ISBN 3-89813-119-X